# Edward Wiśniewski (geograf)
Edward Kazimierz Wiśniewski (ur. 4 listopada 1936 w Inowrocławiu, zm. 26 lipca 2015) – polski geograf specjalizujący się w geomorfologii oraz paleogeografii czwartorzędu. 
W 1954 roku ukończył I Liceum Ogólnokształcące im. Jana Kasprowicza w Inowrocławiu i po odbyciu rocznego kursu pedagogicznego podjął pracę nauczyciela w szkole podstawowej. Następnie odbył studia geograficzne na Uniwersytecie Mikołaja Kopernika w Toruniu, ukończył je w 1960 roku, wśród jego wykładowców byli Rajmund Galon i Ludmiła Roszko. Po studiach podjął pracę w Instytucie Geografii i Przestrzennego Zagospodarowania PAN. W 1968 roku uzyskał tam stopień doktora, tematem jego rozprawy były Struktura i tekstura sandru ostródzkiego oraz teras doliny górnej Drwęcy, a promotorem Rajmund Galon. Stopień doktora habilitowanego uzyskał w 1977 roku, w tym samym instytucie, na podstawie rozprawy Rozwój geomorfologiczny doliny Wisły pomiędzy Kotliną Płocką a Kotliną Toruńską. 
W latach 1984–1998 pracował na UMK, w 1990 uzyskał tytuł profesora nadzwyczajnego, a w 1996 profesora zwyczajnego nauk przyrodniczych. W latach 1984–1990 pełnił funkcję prodziekana Wydziału Biologii i Nauk o Ziemi UMK, a od 1990 do 1998 roku kierował Zakładem Geomorfologii tej uczelni. Wykładał także na Pomorskiej Akademii Pedagogicznej w Słupsku (1998) oraz Wyższej Pomorska Szkoła Turystyki i Hotelarstwa w Bydgoszczy (1999).
Brał udział w ekspedycjach badawczych na Spitsbergen (1973) oraz do Oazy Bungera (1978–1979). 

## Wybrane publikacje
- Struktura i tekstura sandru ostródzkiego oraz teras doliny górnej Drwęcy (1971)
- Rozwój geomorfologiczny doliny Wisły pomiędzy Kotliną Płocką a Kotliną Toruńską (1976)
- Antarktyda - lodowa pustynia (1989, ISBN 83-02-03981-0)